# Битка за Гърция
Битката за Гърция е поредица от военни действия срещу тази държава до капитулирането ѝ по време на Втората световна война.
Битката се е състои между съюзническите сили на Гърция и Британската общност, от една страна, и противостоящите им Италия, Германия и с подкрепата на България, като част от Тристранния пакт. Започва с Итало-гръцката война с нахлуването на италианските войски в Гърция на 28 октомври 1940 г. След няколко седмици италианците са изгонени от Гърция и гръцките сили напредват, превземайки голяма част от Южна Албания.
През март 1941 година основната италианска контраатака се проваля и Германия е принудена да се притече на помощ на съюзника си. Немската инвазия в Гърция, известна с кодовото име Операция Марита (на немски: Unternehmen Marita), е част от Втората световна война, която се провежда в континенталната част на Гърция и южната част на Албания. Немските военни действия започват на 6 април 1941 г. с навлизането на немските войски в Гърция през България. Обединените сили на Гърция и на Британската общност водят ожесточени битки, но най-накрая гръцките и британските войски са победени. Атина пада на 27 април. Въпреки това, британците успяват да евакуират около 50 000 войници. Гръцката кампания завършва с бърза немска победа с падането на Каламата в Пелопонес.

## Итало-гръцка война
При избухването на Втората световна война министър-председателят на Гърция Йоанис Метаксас се опитва да запази политическа неутралност. Въпреки това, Гърция е под нарастващ натиск от Италия.
През септември 1940 г. италианските войски навлизат в Либия и Египет. За да води успешни военни действия в Северна Африка и да подобри стратагическото си положение в Средиземно море, Мусолини решава да установи контрол над територията на Гърция. На 15 октомври 1940 г. Мусолини и неговите съветници решават да нападнат Гърция. В ранните часове на 28 октомври посланикът на Италия Емануел Граци (Grazzi) в Атина представя ултиматум на Метаксас, изисквайки в рамките на три часа свободното преминаване на италианските войски и окупирането на неуточнени важни стратегически точки в рамките на гръцката територия. Метаксас отхвърля ултиматума, но дори и преди изтичането на времето италиански войски нахлуват в Гърция. Основната атака се провежда в Пинд планина, близо до град Йоанина и първоначално има добър напредък. Италианците пресичат реката Таями, но атаката им е спряна от гръцките сили, след което са изгонени обратно към Албания. В рамките на три седмици гръцката територия е освободена от италианските войски, а гърците провеждат успешни контраатаки. Някои градове в Южна Албания са заети от гръцки сили. Нито промяна в командването на италианските сили, нито пристигането на значителни военни подкрепления от Италия са в състояние да променят положението.
След седмици на безплодни зимни боеве, италианците започват големи контраатаки на 9 март 1941 г., които въпреки превъзходството на италианските въоръжени сили, не успяват. След седмица на конфликт и загуба на 12 000 войници, италианската армия се подготвя за контраатака от Албания дванадесет дни по-късно.
Съвременни анализатори смятат, че италианската кампания завършва неуспешно, защото Мусолини и генералите му вкарват първоначално в бойните действия малки военни сили (един експедиционен корпус от 55 000 души), не успяват да създадат стратегия за началото на бойните действия през есента и започват атаката без предимство на изненадатата и без помощта на българите. Италианците не вземат достатъчно предпазни мерки и не са подготвени – например нямат зимни дрехи за войниците.

## Решение на Хитлер да атакува Гърция и помощ на британците
Приемането на британски войски на гръцките острови променя стратегически обстановката на Балканите. Контролът в Средиземно море е неизгоден за Германия. На 4 ноември 1940 година Хитлер, четири дни след като британците се настаняват в Крит и Лемнос, заповядва на общия състав на армията да се подготвят за инвазия на Северна Гърция през Румъния и България. Плановете му за тази кампания са включени в основната схема, насочени към лишаване на британците от базите си в Средиземно море. На 12 ноември на немските въоръжените сили се издава Директива № 18, в която са планирани едновременни операции срещу Гибралтар и Гърция за януари 1941 г. Въпреки това, през декември 1940 немските планове в Средиземно море претърпяват значителна ревизия, когато в Испания генерал Франко отхвърля проекта за нападение срещу Гибралтар. Следователно офанзивата на Германия в Южна Европа се ограничава до кампанията срещу Гърция. Въоръжените сили издават Директива № 20 на 13 декември 1940. Документът очертава гръцка кампания под кодовото наименование Операция „Марита“, с която да се извърши немска окупация на северните гръцки брегове на Егейско море до месец март 1941. Той също така планира и изземване на цялата гръцка континенталната територия, ако това се наложи.
По време на набързо насрочената среща със служители след неочаквания преврат на 27 март срещу правителството на Югославия и промяната на политиката ѝ спрямо Германия, Хитлер разпорежда да се изготвят планове за бъдещата кампания в Югославия, както и за промени в плана за атака срещу Гърция. На 6 април както Гърция, така и Югославия трябва да бъдат атакувани.
Великобритания е била длъжна да подпомага Гърция с декларацията от 1939 г., която гласи, че в случай на заплаха за гръцката и румънска независимост, „правителството на двете кралства ще се чувстват обвързани, за да отпускат заеми на гръцкото или румънското правителство и всички възможни подкрепи в техните правомощия". Първото британско усилие е разполагането на експедиционен корпус RAF, командван от Джон Д'албиак, който е изпратен през ноември 1940 г. Със съгласието на гръцкото правителство, британските сили са разположени на остров Крит на 31 октомври за охрана на Суда Бей, позволяваща на гръцкото правителство пренасочване на 5-а дивизия.
На 17 ноември 1940 Метаксас предлага на британското правителство предприемането на съвместна офанзива на Балканите от гръцките позиции в Южна Албания, на база на провежданите там военни операции. Британската страна обаче е склонна само да обсъди предложението, тъй като разполагането на войски, необходими за изпълнение на гръцкия план, би застрашило сериозно британските позиции срещу немските военни действия в Северна Африка. По време на срещата на английски и гръцки военни и политически лидери в Атина на 13 януари 1941 година Александрос Папагос (Papagos), командващ гръцката армия, поставя искането на гръцката страна Великобритания да предостави девет напълно оборудвани дивизии и съответната въздушна подкрепа. Британците поради своята ангажираност с войната в Северна Африка предлагат незабавното изпращане само на малки символични сили. Това предложение е отхвърлено от гърците, които се страхуват, че появата на такъв малък небоеспособен контингент може да ускори немската атака. Решава се британска помощ да бъде поискана, ако немски войски преминават Дунава от Румъния в България. В този дух е договореността със сър Антони Идън (Sir Anthony Eden), подписана на 22 февруари 1941 г. в Атина, да се приеме британски експедиционен корпус. Тези договорености и поемането на ангажименти от Великобритания показват значението на Балканите при оценката на политическата и военната обстановка в началото на 1941 г.

## Германски план за атака
Немският план за атака бива формулиран и повлиян от опита на армията по време на битката за Франция. Тяхната стратегия е да се отклони вниманието чрез кампанията в Албания, като по този начин се предвижда изтласкване на гръцката армия на достатъчно разстояние за защита на техните, югославските и българските граници. С бронирани клинове през най-слабите звена от веригата на отбраната, способността да се проникне в територията на врага ще бъде по-лесно постигната, и няма да налага маневра на бронята им зад пехотата предварително.
Преврата в Югославия довежда до рязка промяна в плана за нападение. Според Директива № 25 от 28 март, „В дванайсета армия трябва да се прегрупират силите по такъв начин, че мобилната работна група да бъде на разположение за нападение през Ниш към Белград“. Само за девет дни преди окончателното им разгръщане, всеки час става ценен и за всяко ново събиране на войски ще е необходимо време, за да се мобилизират армиите. До вечерта на 5 април, всяка атака, сила, предназначени за влизане в Южна Югославия или Гърция са били решени.

## Окупиране на Гърция от Италия, България и Германия
На 13 април 1941 г. Хитлер издава Директива № 27, в която илюстрира бъдещето на политиката в Гърция. Той приключва юрисдикцията на Балканите с Директивата си № 31, издадена на 9 юни. Континенталната част на Гърция е разделена между Германия, Италия и България. Немските сили окупират стратегически по-важни области, а именно Атина, Солун с Централна Македония, както и няколко острови в Егейско море, включително и остров Крит. Те също така окупират Лерин, към който България и Италия имат претенции.
В края на април и началото на май, съгласно ангажиментите си по договореностите с Германия, българската армия навлиза без да срещне съпротива в Западна Тракия и заема областта между река Струма и разграничителната линия минаваща през Дедеагач и Свиленград на запад от река Марица. Останалата част на Гърция остава в Италия. Италианските войски започват да заемат Йонийско море и островите в Егейско море на 28 април. На 2 юни те заемат Пелопонес, Тесалия, на 8 юни, и на 12 юни заемат по-голямата част от Атина.

## Битка за остров Крит
На 25 април 1941 г. крал Георгиос II и неговото правителство напускат Гърция и заминават за остров Крит, който е нападнат от нацистките сили на 20 май 1941. При наличието на британски морски сили и невъзможност да се проведе военна операция по море, германското военно командване провежда крупна военновъздушна операция. С парашутни сили и масивна инвазия от въздуха е проведена офанзива срещу трите основни летища на острова в Малеме, Ретимно и Хераклион. След превземането на летищата са изпратени подкрепления на десанта.
След седемдневни военни действия и твърда съпротива, съюзническите командири решават, че защитата е безнадеждна и връщат войските си от Сфакия. През нощта на 24 май 1941 година, Георгиос II и неговото правителство са евакуирани от Крит до Египет. От 1 юни 1941 година островът е под немската окупация. Големите загуби на немските парашутни части, принуждават немско командване да прекрати други планирани въздушно-десантни операции, като се отказват от намеренията си за военни действия срещу Кипър и Египет.

## Резултат
Някои историци считат немската кампания в Гърция от решаващо значение за изхода на Втората световна война. Други смятат, че кампанията не е имала влияние в рамките на операция „Барбароса" и характеризират британската намеса в Гърция като безсмислено упражнение. Според военният историк Юлиян Недев нахлуването в СССР е отложено от необичайно дългата распутица в Русия, продължила до края на май и направила кални морета, обричащи на неуспех всякакви настъпателни действия на Изток, заради което немските военни разузнаване и метеоролози определят средата на юни като най-благоприятна за началото на кампанията срещу Съветския съюз, и това позволява на Хитлер да подпомогне съюзника си Мусолини.